# Podkarpackie Muzeum Pożarnictwa w Starej Wsi
Podkarpackie Muzeum Pożarnictwa w Starej Wsi – muzeum z siedzibą w Starej Wsi (powiat brzozowski). Placówka jest oddziałem Muzeum Regionalnego w Brzozowie, jej siedzibą jest Dom Strażaka.
Placówka powstała w 1986 roku z inicjatywy Stanisława Dydka, który pełnił funkcję społecznego opiekuna ekspozycji. W zbiorach instytucji znajdują się zabytki techniki, pamiątki związane z historią pożarnictwa oraz eksponaty kultury ludowej. Zajmująca sześć sal wystawa ukazuje m.in. pojazdy i samochody pożarnicze: konny wóz strażacki z 1928 roku, samochody Dodge (1950) i Star N71 (1952), przyczepkę samochodową P81 na motopompę (1953) oraz wózek pożarniczy, sikawki, hełmy i elementy umundurowania, sztandary, odznaczenia, dokumenty, fotografie oraz inne pamiątki związane ze Strażą Pożarną. Dodatkowo w ramach ekspozycji poświęconej kulturze ludowej, prezentowane są dawne narzędzia i przedmioty codziennego użytku.
Muzeum jest placówką sezonową, czynną we wtorki od maja do września. Zwiedzanie jest możliwe po uprzednim uzgodnieniu.

## Galeria

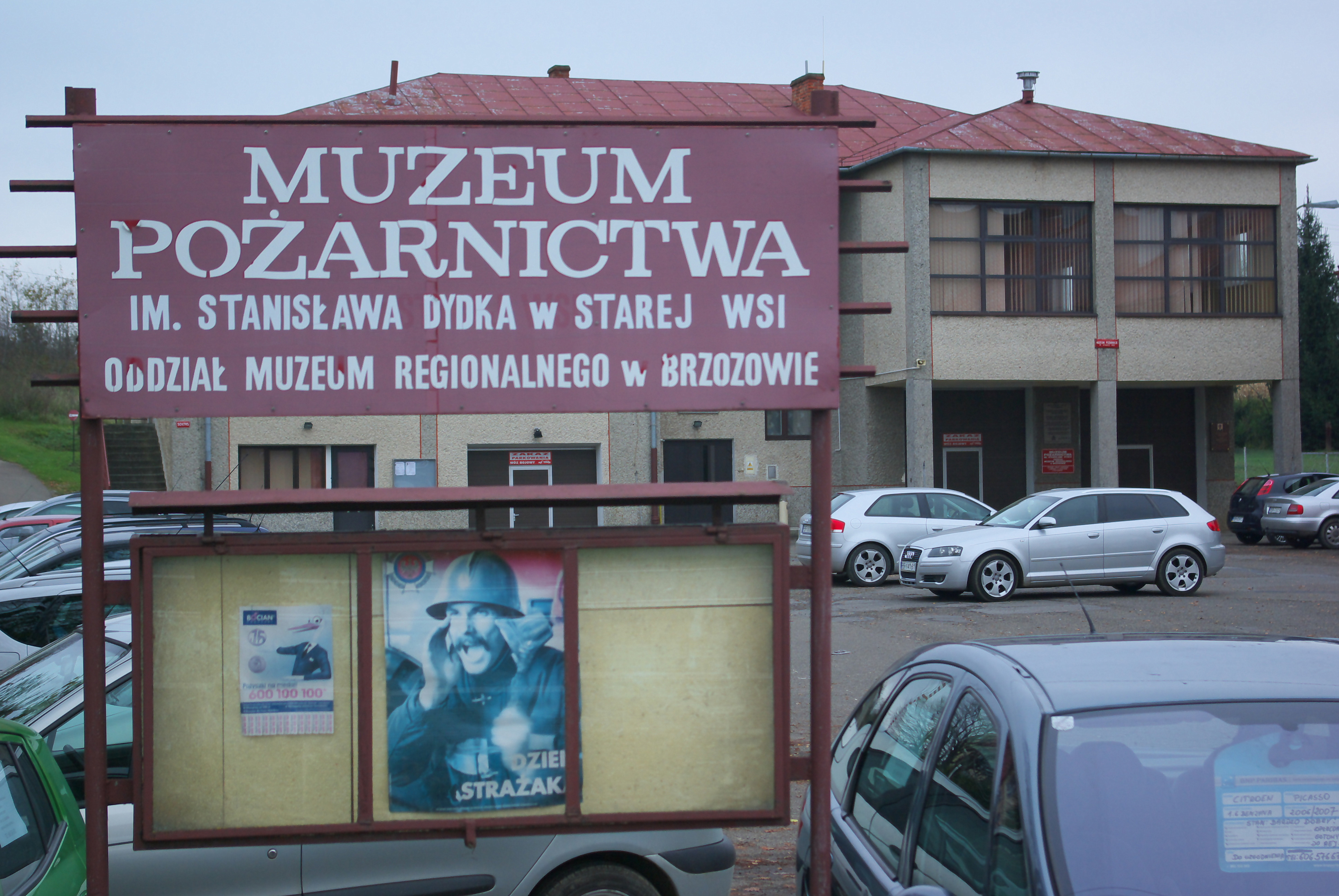
Informacja przed muzeum
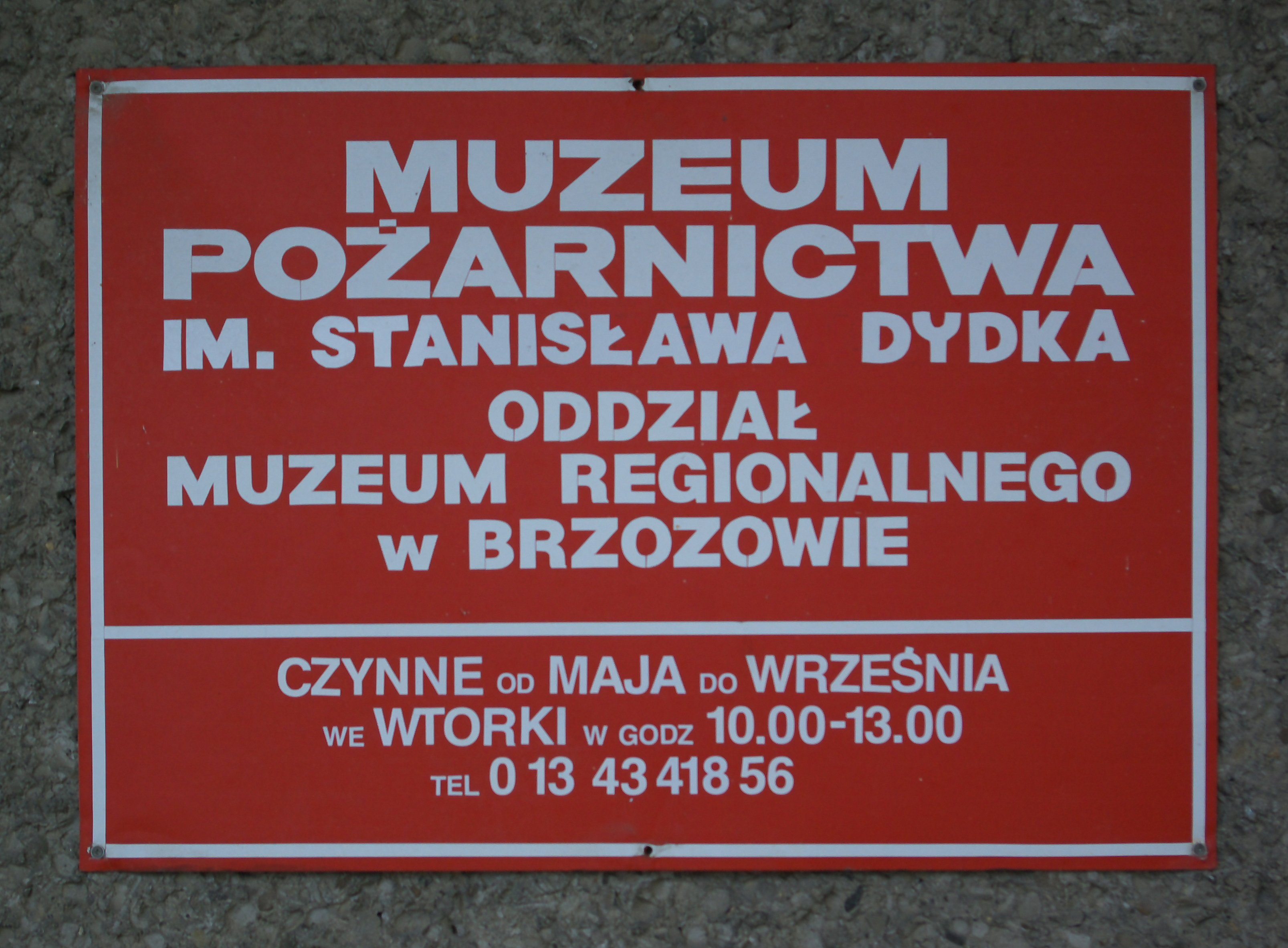
Tablica muzeum
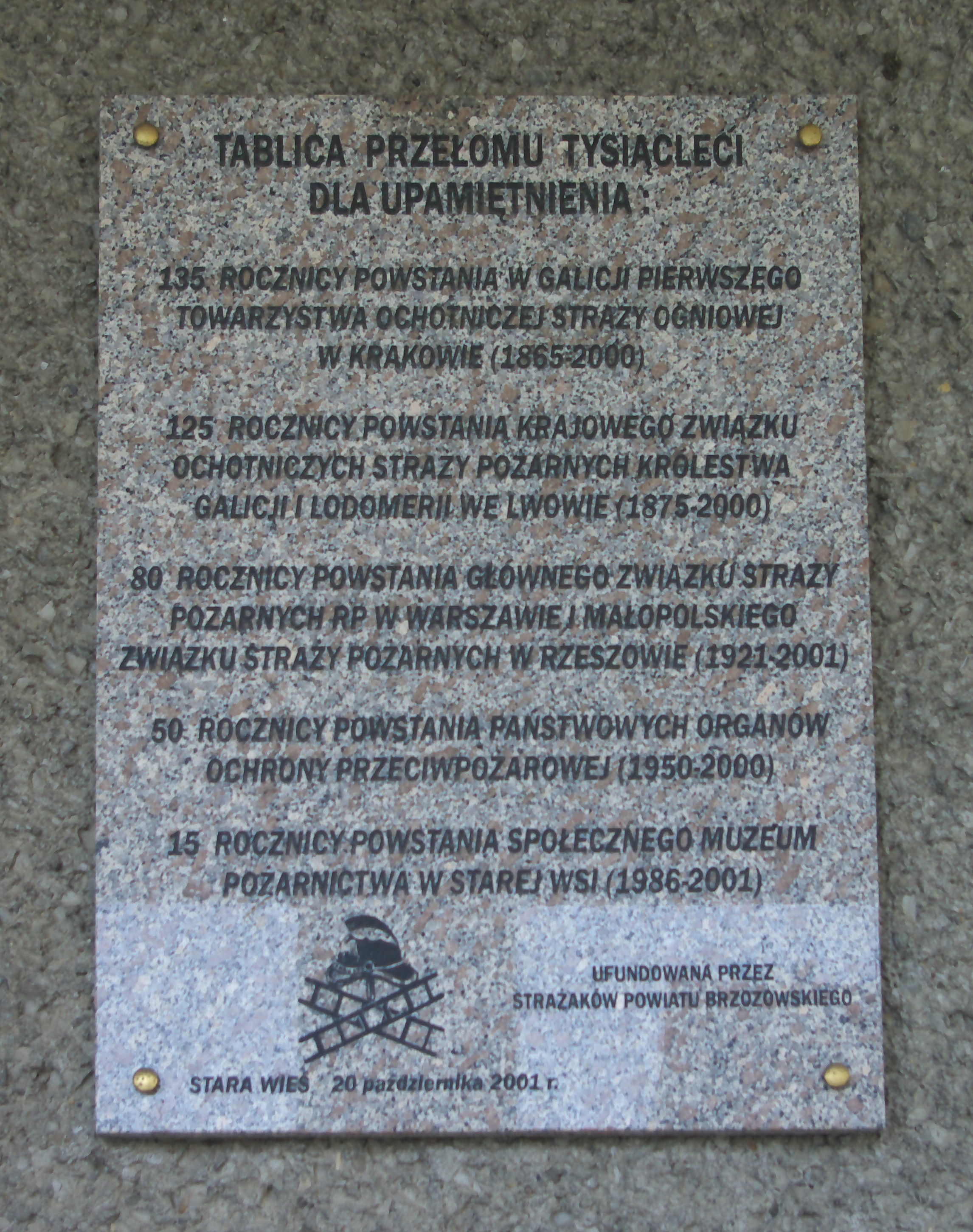
Tablica pamiątkowa - rocznicowa z 2001
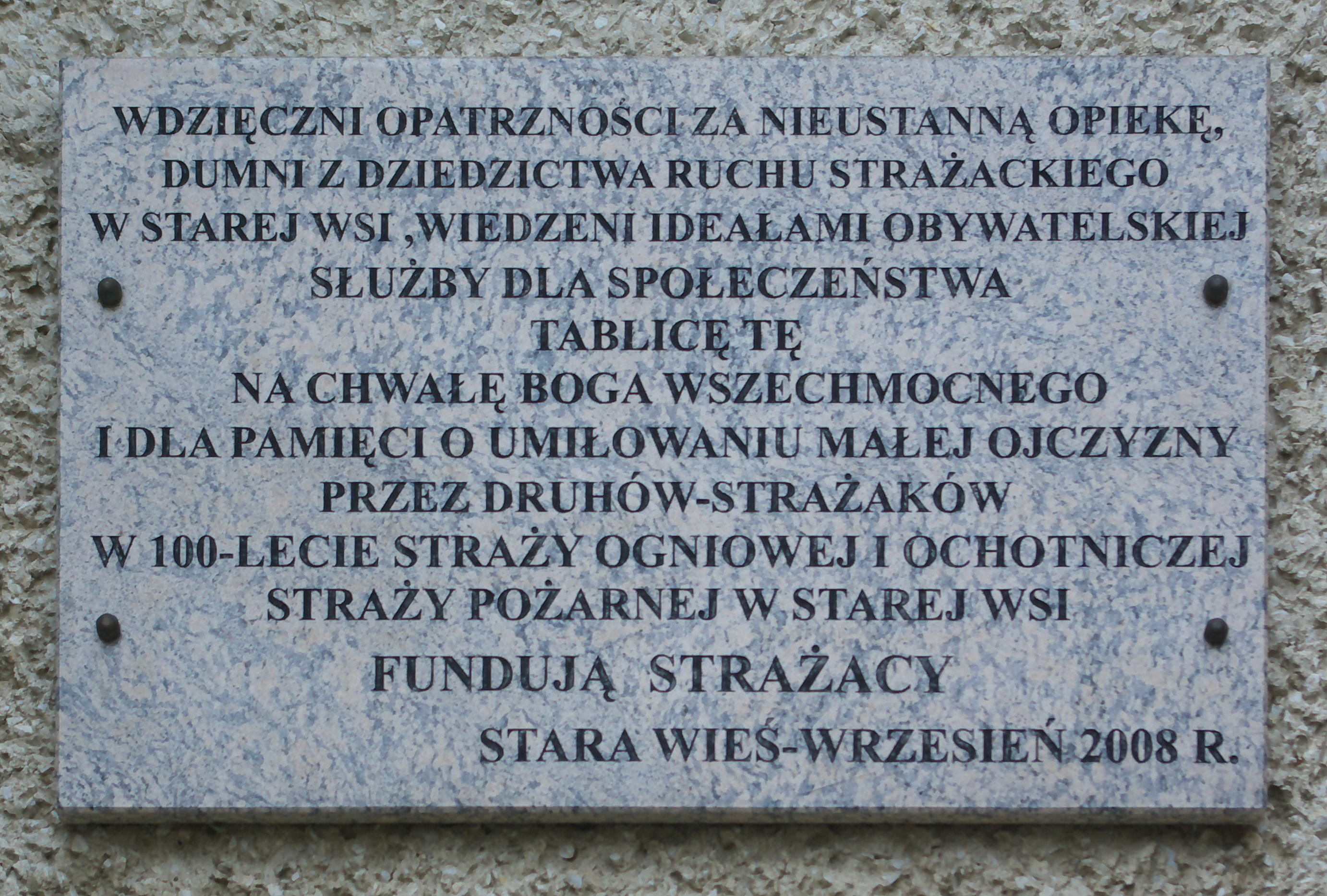
Tablica pamiątkowa z 2008
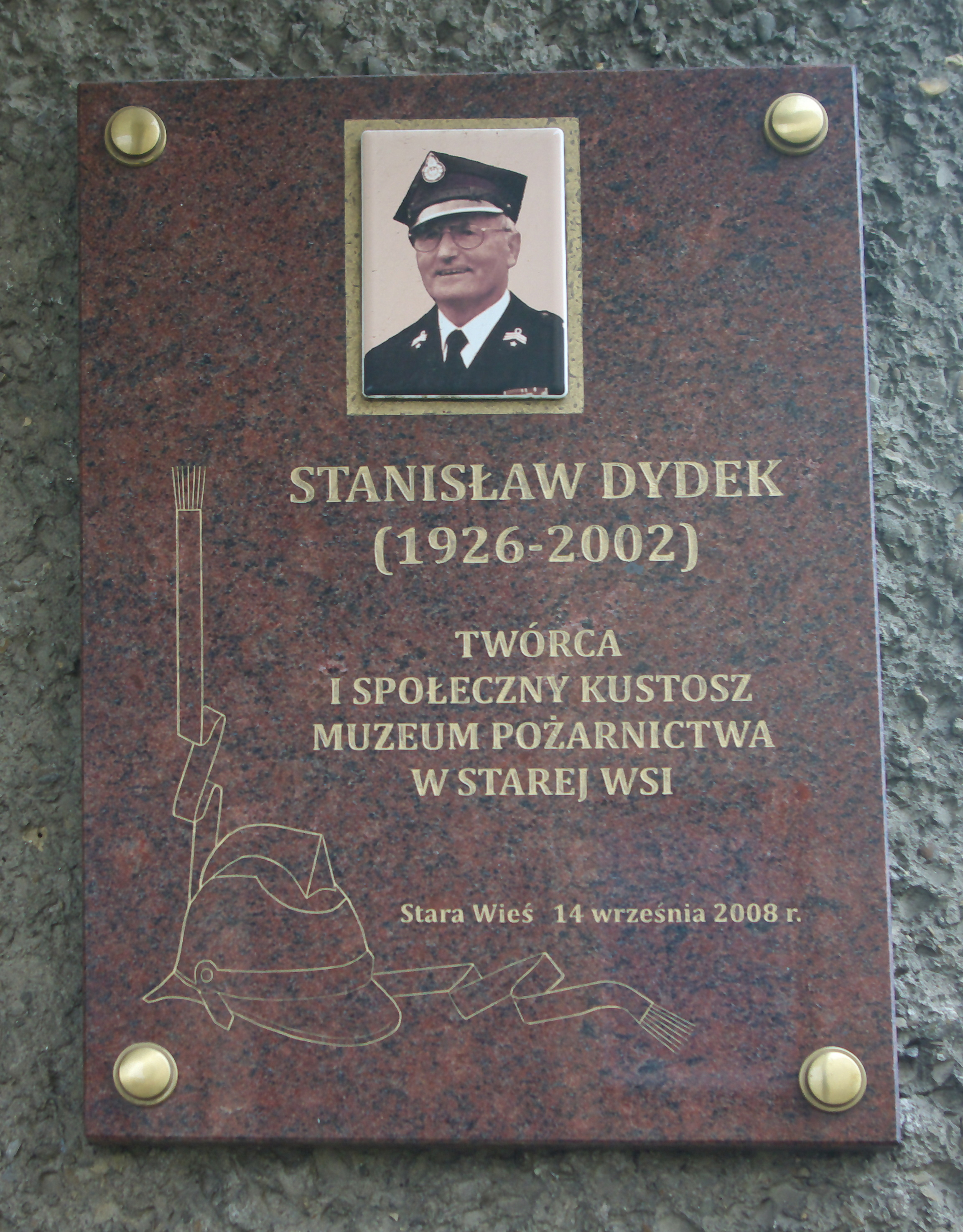
Tablica upamiętniająca Stanisława Dydka z 2008